# Stazione meteorologica di Bernalda Metaponto
La stazione meteorologica di Bernalda Metaponto è la stazione meteorologica di riferimento relativa all'omonima località del territorio comunale di Bernalda.

## Coordinate geografiche
La stazione meteorologica è situata nell'Italia meridionale, in Basilicata, in provincia di Matera, nel comune di Bernalda, in località Metaponto, a 3 metri s.l.m. e alle coordinate geografiche 40°22′N 16°49′E.

## Dati climatologici
Secondo i dati medi del trentennio 1961-1990, la temperatura media del mese più freddo, gennaio, si attesta a +8,4 °C, mentre quella del mese più caldo, agosto, è di +26,3 °C .
| Bernalda Metaponto | Mesi | Mesi | Mesi | Mesi | Mesi | Mesi | Mesi | Mesi | Mesi | Mesi | Mesi | Mesi | Stagioni | Stagioni | Stagioni | Stagioni | Anno |
| Bernalda Metaponto | Gen  | Feb  | Mar  | Apr  | Mag  | Giu  | Lug  | Ago  | Set  | Ott  | Nov  | Dic  | Inv      | Pri      | Est      | Aut      | Anno |
| ------------------ | ---- | ---- | ---- | ---- | ---- | ---- | ---- | ---- | ---- | ---- | ---- | ---- | -------- | -------- | -------- | -------- | ---- |
| T. max. media (°C) | 12,8 | 14,0 | 16,8 | 20,1 | 24,6 | 29,5 | 33,2 | 33,4 | 29,3 | 23,6 | 18,3 | 14,9 | 13,9     | 20,5     | 32,0     | 23,7     | 22,5 |
| T. min. media (°C) | 4,1  | 4,3  | 6,2  | 8,2  | 11,8 | 16,2 | 18,9 | 19,1 | 16,8 | 12,8 | 9,1  | 5,6  | 4,7      | 8,7      | 18,1     | 12,9     | 11,1 |